# Aphonomorphus dilutus
Aphonomorphus dilutus is een rechtvleugelig insect uit de familie krekels (Gryllidae). De wetenschappelijke naam van deze soort is voor het eerst geldig gepubliceerd in 2010 door Gorochov.
1. ↑  (en) Aphonomorphus dilutus op de IUCN Red List of Threatened Species.